# Tomáš Korbař
Tomáš Korbař (2. února 1920, Vídeň, Rakousko – duben 1976, Praha) byl český překladatel a nakladatelský redaktor ve Státním nakladatelství technické literatury, kde v letech 1962-1964 vedl společně s Antonínem Stránským práce na vytvoření Technického naučného slovníku.
Překládal hlavně angloamerickou prózu, příležitostně překládal z francouzštiny. Byl velkým propagátorem detektivní literatury a hororu, nevyhýbal se ani dobrodružnému žánru, zejména westernu. Napsal řadu teoretických prací a monografií a sestavil několik povídkových antologií, z nichž je nejznámější Tichá hrůza.

## Výběrová bibliografie

### Překlady z angličtiny
- 1948: Jim Corbett: Lidožrouti z Kumaonu.
- 1955: Paul Hogarth: Autobiografie a kresby.
- 1960: Wilkie Collins: Žena v bílém.
- 1961: Henry Rider Haggard: Doly krále Šalaomouna.
- 1964: Wilkie Collins: Strašidelný hotel.
- 1964: Marcus Clarke: Odsouzen na doživotí.
- 1965: Edward Bulwer-Lytton: Poslední dny Pompejí.
- 1966: Walter Van Tilburg Clark: Jízda do Ox-Bow.
- 1966: Mary Shelleyová: Frankenstein.
- 1968: Daniel Defoe: Dobrodružný život kapitána Singletona.
- 1969: James William Fulbright: Pýcha moci.
- 1969: Elliott Arnold: Zlomený šíp.
- 1970: Bram Stoker: Dracula.
- 1971: Anthony Greenbank: SOS: jak si zachránit kůži, když člověka bez varování něco potrefí
- 1971: John O'Hara: Butterfield 8.
- 1972: Charles Robert Maturin: Poutník Melmoth.
- 1972: Dick Francis: Nervy.
- 1972: Theodore Victor Olsen: Plíživý měsíc.
- 1974: Mario Puzo: Kmotr.
- 1974: Sue Kaufmanová: Deník americké manželky
- 1975: Ross Macdonald: Zamrazení (v souboru 3x Lew Archer).
- 1976: Raymond Chandler: Poslední útočiště.
- 1992: Dick Francis: Vyšetřovací komise.
- 1992: Joseph Sheridan Le Fanu: Carmilla.
- 2009: Opičí tlapka!!, soubor hororových povidek.
- 2018: Ray Bradbury: Temný karneval, spolupřekladatel.

### Překlady z francouzštiny
- 1957: Jacques Rémy: Kdyby všichni chlapi světa.
- 1958: Eugène Sue: Ďáblova skála.
- 1968: Paul Féval starší: Železný muž.

### Uspořádané antologie
- 1967: Tichá hrůza, antologie anglosaských hororových povídek, které také přeložil.
- 1970: Šerif se žení, antologie povídek z doby osidlování amerického Západu, spolupřekladatel.
- 1970: Rej upírů, Soubor povídek a novel s hrůzostrašnými náměty z pera světových autorů 18. a 19. století, spolupřekladatel.
- 1971: Dostavník do Lordsburgu, soubor povídek z amerického západu, spolupřekladatel.

### Vlastní práce
- 1962-1964: Technický naučný slovník, pět svazků, společně s Antonínem Stránským vedoucí autorského kolektivu,
- 1966: Malá technická encyklopedie, společně s Antonínem Stránským vedoucí autorského kolektivu,